# X.Org Server

X.org:s logotyp

X.Org Server är en referensimplementation av X11-protokollet baserat på öppen källkod med MIT-licens. Utvecklingen drivs av organisationen X.Org Foundation (tidigare X Consortium).

## Versioner
Den första versionen av X.Org hette 6.7 och är en direkt gaffling av XFree86 4.4RC2, detta då XFree86 införde en ny licensiering för alla efterkommande versioner. Med tiden har de flesta av utvecklarna och distributionerna flyttat över sitt arbete till X.Org Server då klimatet är öppnare och mindre kontrollerat av underhållarna. 
Den 22 december 2005 släpptes X.Org Server 6.9 / 7.0. Den senare versionen är modulariserad till skillnad från den tidigare monolitiska strukturen. Detta tros ge en snabbare produktutveckling och ett högre deltagande från allmänheten.